# Поеташ, Стан

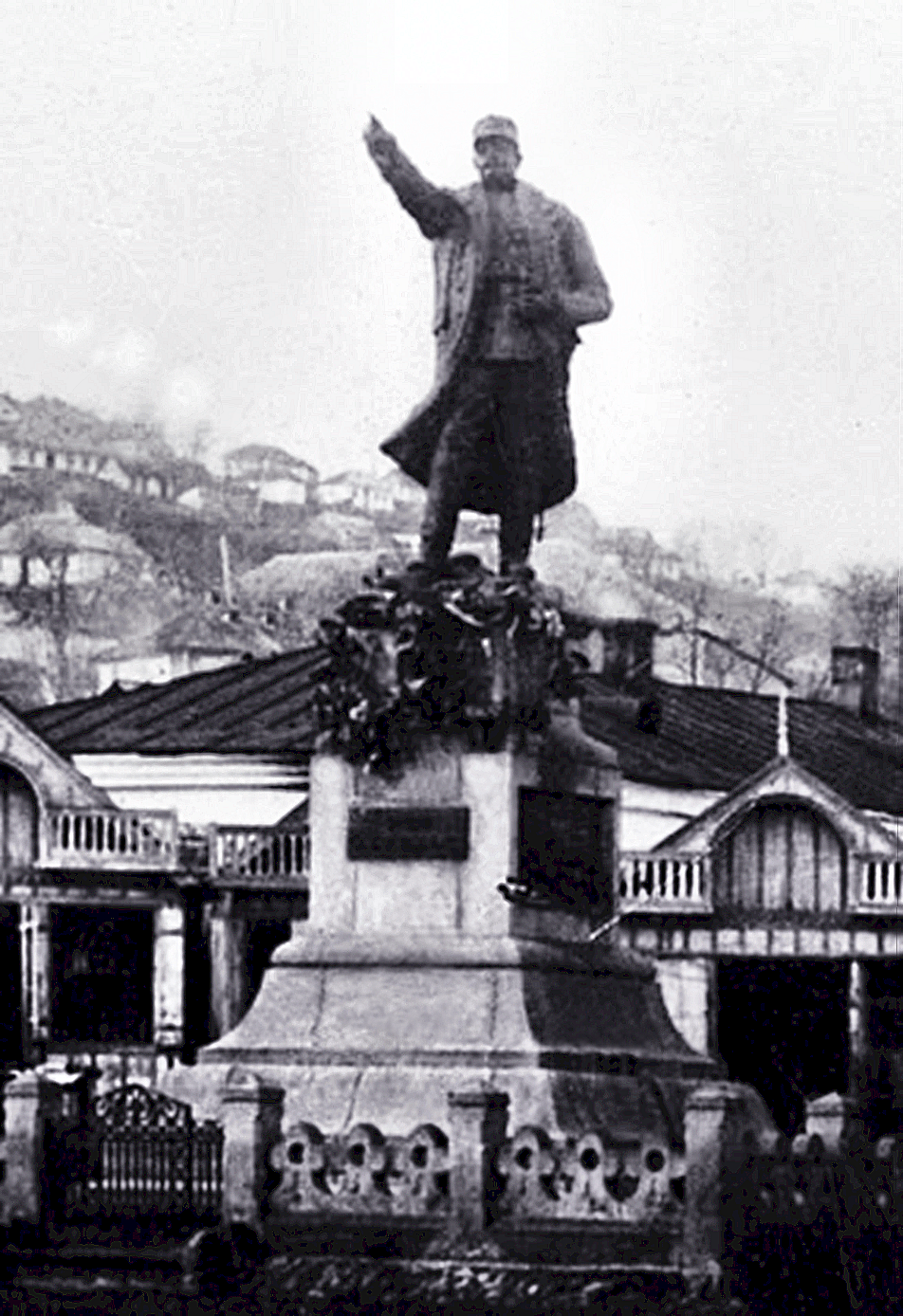
Памятник генералу Поеташу в Сороках. Разрушен в 1940 г.

Стан Поеташ (рум.  Stan Poetaș; 5 декабря 1870, Улму, Брэил, Соединённые княжества Молдавии и Валахии — 8 января 1919, Каларашовка, Королевство Румыния (ныне Окницкий район Молдова) — румынский военачальник, генерал. Национальный герой Румынии.

## Биография
В 1889 году окончил военное училище, получил чин офицера. Тогда же начал восхождение в военной карьере от подпоручика, командира взвода до полковника и командира пехотного полка (1916).
Участник Первой мировой войны. С 1916 по 1918 год воевал в Добрудже, отличился в Битве при Бухаресте в 1916 году, руководил сражением при Неайлове-Арджеше. С лета 1917 года командовал 17-й пехотной бригадой; сражался в битве при Мэрэшти с австро-германскими армиями.
В 1918 году в Дрокии, а затем в Хотине занимался организацией воинских частей от нападения со стороны большевиков.
В 1919 году участвовал в подавлении вооружённого восстания в Северной Бессарабии (главным образом в Хотинском и Сорокском уездах). Принимал участие в зверской расправе над восставшими. Во время проверки своих войск в районе села Каларашовка был обстрелян повстанцами и убит. Похоронен 14 января 1919 года в городе Сороки.

## Память
- Его именем в межвоенный период были названы улицы в Бухаресте, Кишинёве и Сороках.
- В 1929 году установлен памятник в г. Сороки. Разрушен в 1940 г.